# 윤정일 (배우)
윤정일(1991년 2월 27일 ~ )은 대한민국의 배우이다.

## 학력
- 중앙대학교 연극학과

## 출연 작품

### 영화
- 《84제곱미터》 (2025년) - 이상욱 역
- 《나랏말싸미》 (2019년) - 안평 역
- 《심장박동조작극》 (2017년) - 승빈 역
- 《양치기들》 (2016년) - 영민 역
- 《동주》 (2016년) - 조선유학생 2 역

### 드라마
- 《페이스 미》 (2024년, KBS2) - 이진석 역
- 《모래에도 꽃이 핀다》 (2023년, ENA) - 주철용 역
- 《날아라 개천용》 (2020년, SBS) - 이재성 역
- 《최강 배달꾼》 (2017년, KBS2) - 김현수 역
- 《썸남》 (2017년, 웹드라마) - 원형 역
- 《내일부터 우리는》 (2017년, 웹드라마) - 구남 역
- 《모민의 방》 (2016년, OCN) - 해찬 역
- 《미스터 백》 (2014년, MBC)